# Задача пакування

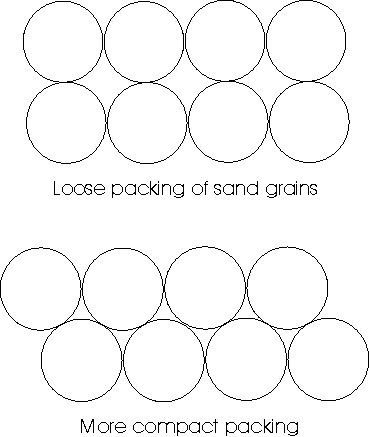
Сфери або кола розташовані нещільно (вгорі) і щільніше (внизу)

Проблеми упаковки[джерело?] — це клас задач оптимізації в математиці, які включають спробу пакування об'єктів разом у контейнери. Мета полягає в тому, щоб або упакувати один контейнер якомога щільніше, або упакувати всі об'єкти, використовуючи якомога менше контейнерів.
У задачі пакування контейнера надається:
- Контейнер, як правило, дво- або тривимірна опукла область, можливо нескінченного розміру. Залежно від проблеми може бути надано кілька контейнерів.
- Набір може містити різні об'єкти із зазначеними розмірами або один об'єкт фіксованого розміру, який можна використовувати багаторазово.

## Пакування в нескінченному просторі
Багато з проблем, коли розмір контейнера збільшується в усіх напрямках, стають еквівалентними проблемі упаковки об’єктів якомога щільніше в нескінченному евклідовому просторі . Ця проблема є актуальною для ряду наукових дисциплін. Гіпотеза Кеплера постулювала оптимальне рішення для упаковки сфер за сотні років до того, як її правильність довів Томас Каллістер Хейлз .

### Шестикутна упаковка кіл

Гексагональна упаковка кіл на 2-вимірній евклідовій площині.

Найефективніший спосіб пакування кіл, шестикутне пакування, забезпечує приблизно 91% ефективності. 

### Сферичні упаковки більших розмірів
У трьох вимірах щільно упаковані структури пропонують найкращу гратчасту упаковку сфер і вважаються оптимальною з усіх упаковок. З «простими» сферичними упаковками в трьох вимірах («прості» ретельно визначені) є дев’ять можливих упаковок, які можна визначити. 
Тетраедри та октаедри разом можуть заповнити весь простір у структурі, яка відома як тетраедричні-октаедричні соти .
| Твердий   | Оптимальна щільність укладання грат |
| --------- | ----------------------------------- |
| ікосаедр  | 0,836357. . .                       |
| додекаедр | (5 + √5 )/8 = 0,904508. . .         |
| октаедр   | 18/19 = 0,947368. . .               |

Моделювання, що поєднує локальні методи вдосконалення з випадковими упаковками, свідчить про те, що ґратчасті упаковки для ікосаедрів, додекаедрів і октаедрів є оптимальними в ширшому класі всіх упаковок. 

## Упаковка в 3-вимірні контейнери

### Сфери в евклідову кулю
Проблема знаходження найменшої кулі такої, що k непересічних відкритих одиничних кульок може бути упаковано всередині неї, має просту і повну відповідь у n -вимірному евклідовому просторі, якщо {\displaystyle k\leq n+1}, і в нескінченномірному гільбертовому просторі без обмежень. З точки зору включень куль, k відкритих одиничних куль з центром {\displaystyle a_{1},\dots ,a_{k}} входять до кулі радіуса {\textstyle r_{k}=1+{\sqrt {2{\big (}1-{\frac {1}{k}}{\big )}}}}, що є мінімальним для цієї конфігурації.

### Однакові кулі в циліндрі
Визначте мінімальну висоту h циліндра із заданим радіусом R, який упакує n однакових сфер радіуса r (< R) .  Для малого радіуса R сфери утворюють упорядковані структури, які називаються стовпчастими структурами .

## Упакування в 2-вимірні контейнери

Оптимальна упаковка 10 кружечків у коло

Досліджено багато варіантів двовимірних задач пакування.

### Упакування кіл
Вам дається n одиничних кіл, і ви повинні упакувати їх у найменший контейнер. Вивчено кілька типів контейнерів:

Оптимальна упаковка 15 кружечків в квадраті

- Упакування кіл у колі — тісно пов'язана з розподілом точок в одиничному колі з метою знаходження найбільшого мінімального відриву dn між точками. Оптимальні рішення доведено для n ≤ 13 і n = 19 .
- Упакування кіл у квадраті — тісно пов'язана з розподілом точок в одиничному квадраті з метою знаходження найбільшого мінімального відриву dn між точками. Для перетворення між цими двома формулюваннями задачі сторона квадрата для одиничних кіл буде {\displaystyle L=2+2/d_{n}} . Оптимальна упаковка 15 кружечків в квадраті Оптимальні рішення доведено для n ≤ 30 .
- Упакування кіл у рівнобедреному прямокутному трикутнику — хороші оцінки відомі для n < 300 .
- Упакування кіл у рівносторонньому трикутнику. Оптимальні рішення відомі для n < 13, а припущення доступні для n < 28 .[8]

### Упакування квадратів
Вам дається n одиничних квадратів, і ви повинні упакувати їх у найменший можливий контейнер, де тип контейнера різний:
- Упакування квадратів у квадрат: доведено оптимальні рішення для n від 1-10, 14-16, 22-25, 33-36, 62-64, 79-81, 98-100 і будь-якого цілого квадрата
- Упакування квадратів у коло: позитивніі рішення відомі для n ≤ 35 . Оптимальна упаковка 10 квадратів в квадраті

Оптимальна упаковка 10 квадратів в квадраті

### Упакування прямокутників
- Упакування ідентичних прямокутників у прямокутник : проблема упакування кількох екземплярів одного прямокутника розміром (l,w) із можливістю повороту на 90° у більший прямокутник розміром (L,W ) має деякі застосування, наприклад завантаження коробок. укладання деревної маси . В прямокутник розміром (1600,1230) можна упакувати 147 прямокутників розміром (137,95).

## Пов'язані поля
Існують теореми щодо розміщення прямокутників (і паралелепіпедів) у прямокутниках (кубоїдах) без проміжків або накладень:
Прямокутник a × b можна запакувати смужками 1 × n тоді і тільки тоді, коли a ділиться на n або b ділиться на n.
Теорема де Брейна: коробку можна запакувати гармонічною цеглинкою a × ab × abc, якщо коробка має розміри ap × abq × abcr для деяких натуральних чисел p, q, r (тобто коробка є кратною цеглинці.)

## Упакування нестандартних предметів
Упакування нестандартних об'єктів є проблемою, яка не підходить для рішень закритої форми; однак застосування до практичної науки про навколишнє середовище є досить важливою. Наприклад, частинки ґрунту неправильної форми упаковуються по-різному, оскільки розміри та форми змінюються, що призводить до важливих результатів для видів рослин щодо адаптації кореневих утворень і забезпечення руху води в ґрунті. 